# Анкілотерій
Анкілоте́рій (Ankylotherium) — викопний ссавець родини халікотерійових (Chalicotheriidae).

## Опис
Досягав розмірів бика, мав своєрідні «криві» кінцівки (звідси назва: грец. αγκυλος — кривий), що закінчувалися кігтями на розщеплених фалангах.
Спосіб життя анкілотерія не з'ясований. Жив у пліоцені в Західній Європі; знайдений в меотичних відкладах с. Новоукраїнки Роздільнянського району Одеської області.